# Aleksander Sołtan
Aleksander Sołtan (ur. 31 lipca 1903 w Chersoniu, zm. 1994 w Warszawie) – polski malarz, grafik oraz nauczyciel.

## Życiorys
Pochodził ze starej rodziny szlacheckiej, mieszkającej na Kresach. Jego rodzicami byli Narcyz i Anna z d. Orbińska. Miał starszego brata.
W latach 1927–1936 studiował w warszawskiej Szkole Sztuk Pięknych (od 1932 ASP). Kształcił się u Władysława Skoczylasa i Leona Wyczółkowskiego w dziedzinie grafiki, oraz Tadeusza Pruszkowskiego – malarstwa. W pracowni prof. Pruszkowskiego uzyskał dyplom w 1937. Rok wcześniej wszedł w skład stowarzyszenia plastyków „Grupa Czwarta”. Należał też do grupy grafików „Czerń i Biel”, działającej w okresie 1935–1939. Ponadto był członkiem Bloku Zawodowych Artystów Plastyków.
W czasie okupacji niemieckiej przebywał w Warszawie. Walczył w powstaniu na Żoliborzu. Podczas zagłady stolicy jego grafiki ocalały, ponieważ przed wyjściem z miasta po kapitulacji powstania ukrył je pod pryzmą węgla w piwnicy domu, w którym mieszkał przy ul. Krasińskiego.  
Przed i po II wojnie światowej był nauczycielem oraz dyrektorem (1937–1939 i 1947–1949) warszawskiej Szkoły Przemysłu Graficznego, później przekształconej w Państwowe Gimnazjum Graficzne i Liceum Fotograficzne. Od 1947 do 1949 był również kierownikiem graficznym wydawnictwa „Wiedza” i redaktorem pisma „Poligrafika”.
Tworzył głównie w technice litografii. Zajmował się również grafiką użytkową, projektując opracowania plastyczne książek, etykiety, opakowania itp. Nie stronił jednak od malarstwa pejzażowego i portretowego. Namalował m.in. wizerunki Ignacego Paderewskiego, Cypriana Kamila Norwida, Adama Mickiewicza i Ludwiga van Beethovena. Uczestniczył w wielu wystawach zbiorowych takich jak „Ogólnopolska Wystawa Plastyki” (Warszawa 1950 i 1952) i Biennale Grafiki Polskiej (Kraków 1960–1964). Miał także kilka wystaw indywidualnych, m.in. w 1979 retrospektywę grafiki w CBWA Zachęta w Warszawie. Już przed wojną wystawiał również za granicą w Genewie, Rapperswilu, Londynie i Berlinie (Olimpijski Konkurs Sztuki i Literatury). Jego prace znajdują się w zbiorach. m.in. Biblioteki Jagiellońskiej w Krakowie, muzeach warszawskich – Narodowym i Warszawy, oraz Muzeum im. Wyczółkowskiego w Bydgoszczy, Muzeum Narodowym w Szczecinie i Muzeum Północno-Mazowieckim w Łomży.

## Życie prywatne
Był mężem Heleny z d. Kozłowskiej – malarki, którą poślubił 4 lipca 1933. Poznali się na studiach w SSP.

## Twórczość

### Malarstwo
- Martwa natura z kwiatami w wazonie
- Zima w Tatrach, 1952
- Górska chata zimą, 1952

### Grafika
- Teka Kapliczki dawnej Polski, 1937
- Teka myśliwska, 1938
  - Liski
- Szklarska Poręba, lata 30.
- Jastarnia, lata 30.
- Cykl Walcząca Warszawa, 1940–1948
- Rynek Starego Miasta w Warszawie
- Kolumna Zygmunta
- Barbakan warszawski
- Kanonia na warszawskiej Starówce
- Kruszwica – kolegiata
- Teka tatrzańska, 1950
- Regaty, 1953
- Pomnik Jana III Sobieskiego, 1959
- Ballada, 1959
- Ruiny w parku, 1960
- Plac Konstytucji – Warszawa, 1962
- Poznań – Ratusz, 1962
- Krokusy
- Cykl Akwarium, 1965–1967
- Kamieniczki przy schodkach, 1966
- Cykl Koronki, 1968
- Wisła, 1972
- Pałac na Wodzie – Łazienki, 1974

### Opracowania graficzne książek
- Księga dżungli (okładka), aut. Rudyard Kipling, wyd. Spółdzielnia Wydawnicza „Wiedza”, 1947

## Nagrody i wyróżnienia
- Medal Srebrny na Salonie Jubileuszowym Towarzystwa Zachęty Sztuk Pięknych, 1935[5]
- III nagroda na Wystawie „Plastycy w walce o pokój”, 1950[5]
- Wyróżnienie na Wystawie Grafiki Marynistycznej[5]